# Nord-Nilandhe-Atoll
Das Nord-Nilandhe-Atoll, offizieller Name Nilandhé Atholhu Uthuruburi, mit der Thaana-Kurzbezeichnung ފ (Faafu), ist ein Atoll in der westlichen Inselkette der Malediven. Das geographische Atoll ist deckungsgleich mit dem Verwaltungsatoll Faafu.

## Geographie
Das Nord-Nilandhe-Atoll liegt unmittelbar nördlich des Süd-Nilandhe-Atolls (Provinz Dhaalu) und etwa 17 km südlich des Ari-Atolls. Von der maledivischen Hauptstadt Malé ist das Atoll etwa 115 km entfernt.
Das Atoll erstreckt sich von Nord nach Süd über 31 km, von West nach Ost über 23 km. Die Landfläche von 164 ha wird von 19 Inseln gebildet, wovon allerdings nur fünf dauerhaft bewohnt sind. 2006 hatte das Atoll 3662 Einwohner.
Auf dem südwestlichen Riffkranz liegt die Hauptinsel Nilandhoo.